# 보병궁의 시대
물병자리의 시대(Age of Aquarius)는 현재 또는 이윽고 도래할 점성술적 시대를 의미하는 점성술의 기간이다. 점성가들은 점성술적 시대는 평균 2,150년씩의 지구의 느린 세차 회전의 산물이라는 견지를 유지한다. 미국의 대중 문화에서 물병자리 시대는 1960년대와 1970년대에 뉴에이지 운동으로 나타났다.
점성술적 시대의 길이를 계산하는 방법은 여러가지이다. 태양궁 점성술에서, 첫 번째 별자리는 양자리이며, 황소자리, 쌍둥이자리, 게자리, 사자자리, 처녀자리, 천칭자리, 전갈자리, 사수자리, 염소자리, 물병자리 그리고 물고기자리의 순서로 이어지는데, 그 주기는 황도대의 별자리를 지나 다시 양자리로 되돌아 온다. 그러나 점성술적 시대는 반대 방향(역행운동)으로 진행한다. 따라서, 물병자리의 시대는 물고기자리의 시대의 다음이다.

## 개요
각각의 시대 동안의 거의 2,150년은 춘분점이 황도대에서 하나의 별자리에서 다음 별자리로 이동하는데 걸리는 평균 시간이다. 이것은 지구의 25,800년의 세차 회전 주기를 점성가들이 사용하는 황도대 별자리의 개수인 12로 나누는 것으로 계산될 수 있다. 다른 점성가들의 계산법에 따르면, 물병자리의 시대로 진입하는 연도는 1447년(테리 맥킨넬)에서 3597년(존 애디)까지의 범위를 지닌다.
점성가들 사이에서는 물병자리의 시대가 언제 시작될 것인지(또는 시작했는지)에 대한 일치가 없다. 니콜라스 캠피언은 그의 저서 《세계의 천궁도의 서(The Book of World Horoscopes)》에서 주로 물병자리의 시대의 시작에 대해서 점성술 문헌들로부터 비롯된 여러 시간을 열거한다. 이 주제를 다루는 여러 출판물에 대한 니콜라스 캠피언의 연구에 근거한다면, 물병자리의 시대가 20세기에 도래했다고 하는 주장자는 29명, 24세기에 도래한다는 주장자들은 12명이다.
점성술적 시대는 분점의 세차운동의 결과로써 존재한다. 천구에 대한 지구 자전축의 느린 떨림은 지구의 일일 자전과 태양을 중심으로 하는 연간 공전과는 독립적이다. 전통적으로, 그러한 25,800년의 장주기는 북반구에서 매년마다 봄의 시작을 알리며 천구의 적도 위로 태양이 떠오르는 순간 즉 춘분 때에 12 황도대 별자리 중 하나에 있는 태양의 위치에 의해 점성술적 시대를 결정하려는 목적으로 조정된다. 대략적으로 2,150년 마다 춘분 때의 태양의 위치는 황도대의 새로운 별자리로 이동해오게 될 것이다. 그러나 천문적 황도대 별자리는 획일화된 크기를 갖지 않으므로, 어떤 점성가들은 해당 시대의 기간을 다르게 해야 한다고 믿는다. 그러나 그러한 것은 점성가들 사이에서 계속되는 쟁점이다.
1929년, 국제천문연맹(IAU)는 88개의 공식적 별자리의 경계를 규정했다. 기술적으로, 그 경계는 물고기자리와 물병자리 사이도 규정되어 있는데, 2600년에 물병자리의 시작이 위치한다. 그러나, 많은 점성가들은 황도대적 별자리의 다양한 크기와 그것들 사이 사이에는 겹침이 있기 때문에 그러한 접근법에 대해 반론을 제기한다.

## 점성술적 의미
점성가들은 점성술적 시대는 문명의 성쇠나 문화적 성향에 관계해서 인류에게 영향을 미친다고 믿는다.
전통적으로 물병자리는 전기, 컴퓨터, 비행, 민주주의, 자유, 인도주의, 관념론, 근대화, 점성술, 불안 장애, 반란, 비국교주의, 박애주의, 진실성, 인내, 인간애, 우유부단과 연관된다.
많은 점성가들은 근접한 지난 수세기 동안은 물병자리와 시대와 근접하므로 그러한 물병자리적 발전이 나타난다고 생각한다. 그러나, 그러한 최근 발전과 물병자리 시대가 관계가 있다는 데에는 일치가 없다.

### 데이빗 윌리엄스
데이빗 윌리엄스는 바브교의 창시자 이이드 알리 무함마드(1819~1850년)과 같이 물병자리의 시대가 약 1844년에 도래했다고 주장한다. 윌리엄스는 각각의 시대를 3데칸(십분각)씩으로 분할하는 시대의 소시간을 채택한다. 물병자리 시대의 3 소기간은 연대순으로 천칭자리와 쌍둥이자리 그리고 물병자리의 순서를 지닌다. 윌리엄스는 현재 세계는 물병자리 시대의 천칭자리 데칸에 있는데, 그래서 그러한 영향을 받은 이유로 (천칭자리로 인한) 전쟁과 (물병자리로 인한) 혁명이 일어난다고 한다. 그는 사회주의와 공산주의 그리고 파시즘의 발생을 물병자리의 시대 때문이라고 본다.
그는 1844년경의 물병자리의 시대의 도래로 인한 대진보를 인정하면서도, 세계는 인류의 진정한 친교를 경험하기에 앞서 물병자리 시대의 물병자리 데칸을 기다게 될 것이라고 믿는다. (윌리엄스의 계산에 따르면, 물병자리 데칸의 시대는 3284년경에 도래할 것이며, 4004년까지 지속될 것이라고 한다.)

### 마샤 무어와 마크 더글라스
마샤 무어와 마크 더글라스는 아무도 물병자리의 시대가 시작할 때를 모르지만, 미국 독립 혁명과 산업 혁명 그리고 전기의 발견은 모두 물병자리의 시대 때문이라는 견지를 진전시켰다. 무어와 더글라스는 물병자리의 시대에 발전될 것이라고 믿는 경향에 대한 많은 예언을 내놓았다. 그것들 중에는 사람들은 더 개인적이지만 더 이타주의적이 될 것이라는 예언이 포함되며, 비행과 우주비행을 포함하는 발전은 인구 분산의 결과를 낳을 것이라고 한다. 그리고, 도심지는 줄어들게 되고 신흥 도시근교와 공단 지역의 인구 과잉 또한 감소할 것이라고 한다.

### 베라 레이드
베라 레이드 또한 물병자리 시대에 대해 많은 점성가들과 뉴에이지 신봉자들과 같은 일반적 입장을 취한다. 레이드는 물병자리의 시대를 인류가 후손들을 위한 목적으로 지구를 제어할 때라고 본다. 그러한 인류는 "신의 자손"이 될 것이다. 레이드는 물병자리의 핵심어를 "계몽"이라 믿었다. 물병자리 시대의 인류의 목표는 진실의 폭로 그리고 의식의 표출이다.
레이드는 세계의 많은 위기가 거의 280년이 지속되는 시대사이의 과도기로써 다가오는 물병자리 시대의 조류를 만난 물고기자리 시대가 이지러지는 때이기 때문이라고도 믿었다. 레이드는 어떤 사람들은 다른 사람들 보다 더 진보된 정신적 계몽을 경험하게 되어 세계의 새로운 지도자들로 인정받게 될 것이라는 사상을 진전시켰다.

### 로버트 졸러
로버트 졸러는 중세 점성술의 옹호자이다. 물병자리 시대에 대한 졸러의 예언은 물고기자리의 시대에는 종교가 대중의 아편이지만, 물병자리의 시대에는 다른 사람들에 대한 절대 권력을 추구하는 권력에 굶주린 비밀주의의 선량이나 정예에 의해 지배되는 세상으로 대체될 것이라고 제언한다. 그리고 가문들은 완전히 해체되거나 은밀히 결속하게 될 것라고 한다. 졸러는 물병자리의 시대의 지식은 오직 전쟁에 승리할 수 있는 능력으로만 가치를 지닐 것이라고도 믿는다. 예를 들면, 과학자들은 군사적 목적으로 지진을 예측해야 할 수도 있다. 그리고, 물병자리 시대의 위험은 과학과 지식이 공업과 교역에 기여하지 않고, 남용되는 것이다. 졸러는 물병자리의 시대를 종교가 불쾌한 것으로 여겨지게 될 어둠의 시대로 본다.

### 닐 스펜서
닐 스펜서는 종교의 영향력의 감소와 결합된 과학적 합리주의의 융성이 물병자리 시대의 암시일 가능성이 있다는 물병자리 시대의 시작에 대한 또 다른 온건한 대요를 내놓았다. 그리고, 그는 1780년대부터의 인권에 대한 관심의 증가가 또 다른 암시라는 견지를 유지한다. 스펜서는 특히 컴퓨터와 인터넷 같은 기술의 급격한 발전에 더해, 항공과 우주 여행의 도래가 물병자리 시대의 새벽의 본보기들이라고 한다.
스펜서는 각각의 별자리는 다르지만 동등하다는 현대 점성가들의 견해에 따른다면, 과연 물병자리의 시대가 새 시대의 이상적인 사회로 전망될 수 있겠는가를 묻기도 한다. 그는 지나치게 단순화된 매체와 소비지상주의와 다국적 기업들을 물병자리의 부정적인 본보기일 가능성을 내비췄다. 마지막으로, 스펜서는 원자력이 분명 물병자리 시대의 표명이라고 전하며 우라늄이 소실되는데 걸리는 기간이 25,000년이라는 점에서 점성술적 시대의 26,000년 주기와 유사하다는 의견을 더한다. 하지만, 우라늄 동위 원소 중에서 반감기가 25,000 미만인 것은 전혀 없는데, 자연적인 반감기는 우라늄-238이 약 44,6억년, 우라늄-235가 약 700백만년 그리고 우라늄-234가 245,000년이며, 그것의 부산물 가운데서 플루토늄-239가 약 24,000년의 반감기를 지녔을 뿐이다.

### 루이스 맥니스
루이스 맥니스는 러퍼트 글래도가 물병자리 시대는 천왕성이 지배한다고 보았고, 따라서, 물병자리의 시대는 발명과 기계, 세계 기구, 국제 협력 그리고 인류의 친교가 널리 퍼지는 천왕성의 속성에 기인한다고 전한다. 그리고, 맥니스는 인그리드 린드가 물병자리의 시대는 이미 도래했으며 최근의 근대 사상들과 발명품들의 등장이 그 주장을 뒷받침한다고 한다.
맥니스는 글래도가 근래(아마도 20세기)에 세계에서 일어난 충돌은 물병자리의 옛 통치자였던 토성과 현재의 통치자인 천왕성 사이의 대립과 상관있다고 전한다. 글래도는 토성이 통제와 구속 그리고 노역을 표현하는 반면, 천왕성은 문화와 문명 그리고 지성을 표현한다고 전한다. 글래도는 천왕성을 "좋은 행성"으로 보았지만, 유명한 점성가인 라파앨은 천왕성을 악마라고 여긴다.

### 레이 그라세
레이 그라세는 물병자리의 시대는 특정 일에 도래 할 수는 없지만, 대신에 한순간이 아닌 점진적으로 차오르는 조수와 유사하게 여러해에 걸쳐 그 효력이 분명해진다고 하는 "파동" 이론을 제안한다. 그는 프랑스 혁명이나 1960년대가 역사적 주기의 특정 기준점이 될 수는 있지만, 물병자리의 시대의 완전한 표출은 수세기에 걸쳐 여전히 진행 중일 수도 있다고 전한다. 그라세는 물병자리의 시대는 본질적으로 부정적이지도 긍정적이지도 않지만, 다른 영역들에서 넓은 표현의 범위를 지니는 것으로 본다. 물고기자리의 시대가 인류에게 예수와 스페인 종교 재판을 모두 안겨준 것처럼, 물병자리의 시대는 우리에게 비상한 기술과 인도주의적 돌파구를 마련해주고 기업의 탐욕과 자연에 대한 도전 또한 초래할 수 있다.
결과가 어찌되든, 그것의 잠재력을 어떻게 나타내 보일지 또는 개인들로서 그것에 대해 어떻게 반응할지에 대한 선택은 우리에게 있지만, 결정론자들의 입장에서 보면, 실제적인 자유의지는 없으며, 단지 우주적으로 예정된 존재적 질서의 출현만이 있을 뿐이다. 레이 그라세는 변화적 도전을 통해 항해하는데 도움을 주기 위해서 여러분들의 방 뿐만 아니라 주변 환경을 인공적인 것들이 아니라 살아 있는 자연물로 꾸밀 것과 평정심을 유지할 것, 집단적 몽환에 의한 최면을 회피하고, 자신을 더 신뢰할 것과 예를 들어, 내면의 충만을 위하여 외부적 사건에 의존하지 않을 것 등을 제안한다. 결국, 레이 그라세의 요점은 "물병자리의 시대가 낙원이 될지 악몽이 될지를 우리가 어떻게 알겠는가?"이다.

### 루돌프 슈타이너
루돌프 슈타이너는 물병자리의 시대가 3573년에 도래할 것이라고 믿는다. 물병자리의 시대에 대한 슈타이너의 접근법에서, 각각의 시대는 정확히 2,160년씩이다. 이러한 분할에 근거한다면, 물고기자리 시대의 시작은 1413년부터였다. 이러한 접근법은 점성술적 시대에 대한 대부분의 접근법과는 다른 천문적 기준에 근거한다. 슈타이너는 춘분점으로부터 15도에 있는 항성을 인간성의 발전 국면에 대한 표시자로써 활용하는데, 그 도수로써 어째서 그의 시대가 대부분의 정의보다 약 반시대가 늦게 시작하는지 알 수 있다. 물고기자리의 시대에, 사람들은 그들 스스로의 개성을 발전시키고, 그 다음의 물병자리 시대에, 사람들은 영적인 형제애를 갖게 되겠지만, 형제애가 자라나는 만큼 그들의 개성은 강해지지 않을 것이다. 루돌프 슈타이너는 두 개의 커다란 영적 사건을 제시한다.: 사람들은 분명 그들의 능력을 영적인 세계로까지 발전시킬 것이기 때문에, 첫 번째로는 (육체가 아닌) 영묘한 세계에서의 그리스도의 귀환이 있다. 두 번째로는, 조로아스터의 "파괴적 영혼" 아흐리만의 강생이 인간성의 발전을 막으려 할 것이다. 슈타이너의 접근법은 점성술적 시대의 기준을 히파르코스의 춘분점 대신에 태양과 함께 상승하는 별자리로 한 테리 맥킨넬의 것과 유사하며, 그의 한 별자리의 거의 절반의 조정 또한 슈타이너의 15도와 비슷하다. 그러나 슈타이너는 물고기자리의 시작을 1413년으로 본 것에 반해, 맥킨넬은 물병자리의 시작을 1433년(혹은 2년 일찍)으로 본다. 그렇게 그 둘의 조정은 서로 약 한 시대의 차이가 있지만, 맥킨넬은 물병자리의 시대에 가장 강력한 한 별자리가 명료해짐을 분명히 한다. 즉, 맥킨넬의 전언은 1433년에 물병자리의 시대가 도래한 반면, 그 때에 물고기자리의 효력이 물병자리를 초과했다는 뜻이다.

### 요기 브라잔
요기 바잔으로 알려져 있는 신흐 사힙 하르바잔 신흐 칼사 요기지는 물병자리의 시대가 1991년 11월 11일에 시작했으며, 2011년 10월 20일에 물고기자리로부터의 완전한 변전이 일어났다고 가르쳤다.

## 일반 문화와의 연관성
대중문화에서 물병자리 시대의 표현은 일반적으로 1960년대와 70년대의 히피와 뉴에이지 운동의 전성기로 언급된다. 뉴에이지 운동이 더 정확한 현상이지만, 아직 많은 사람들에게는 물병자리 시대의 도래 또는 임박한 도래와 연관 있는 미래 변화의 선구자적 가치가 부여된다.
1967년의 뮤지컬 헤어는 장르면에서 뉴에이지라기 보다는 락 쪽에 가까움에도 불구하고, 시작 노래인 "아쿠아리우스"와 기념적 대사인 "지금은 물병자리 시대의 새벽입니다."는 전 세계의 대중에게 물병자리 시대에 대한 개념을 알렸다. 그러나, 더욱이 그 노래는 첫 구절에서 "달이 일곱번째 하우스에 있고 목성이 화성과 함께할 때, 평화가 행성으로 안내하며 사랑이 항성을 향해 나아가게 될 것입니다."라고도 그 시대의 새벽을 정의한다. 점성가 닐 스펜서는 "목성이 화성과 겹칠 때는 한 해에도 여러번 있으며 달이 7번째 하우스에 있는 때는 하루에 2시간씩이다."라는 점을들어 그 가사를 "점성술적인 횡설수설"이라며 비난했다. 어떤 사람들은 그 가사를 그 뜻 그대로 받아들이는 반면, 많은 사람들은 시적 자유로 받아들인다. 현실적으로, 2009년의 발렌타인데이는 "사랑과 평화 그리고 물병자리 시대의 새벽에 관한 우리의 집단적 표명을 반영하는 완벽한 정렬"과 동일시 될 수도 있다.

## 같이 보기
- 2012년 종말론
- 인류세
- 점성술적 시대
- 우드스톡 페스티벌